# Flavio Bundi
Flavio Bundi (* 1987 in Ilanz) ist ein Schweizer Journalist. Er ist seit Ende 2017 Chefredaktor von Radiotelevisiun Svizra Rumantscha (RTR). Zudem ist Flavio Bundi Dirigent und Komponist.

## Leben
Aufgewachsen in der Surselva, absolvierte Bundi die Maturität an der Klosterschule Disentis. Nach vier Jahren Dienst in der Päpstlichen Schweizergarde in Rom studierte er Germanistik und Politikwissenschaften an der Universität Bern. Bereits während des Studiums war er als freier Mitarbeiter für das Bündner Tagblatt tätig.
Von 2016 bis 2017 leitete Bundi das nationale, mehrsprachige Projekt  easyvote und war 2017 stellvertretender Geschäftsleiter des Dachverbands Schweizer Jugendparlamente (DSJ).
Auf den 1. November 2017 wurde Flavio Bundi zum Chefredaktor von RTR ernannt.
Für die Konzertreihe «cant da nadal 12» gründete Bundi im Herbst 2012 das Ensemble kontra.cant. Nebst einer regen Konzerttätigkeit mit seinen Chören schreibt Bundi auch selber Musik.